# Ноам Чомски
Аврам Ноам Чомски (на английски: Avram Noam Chomsky) е американски лингвист, философ, когнитивен изследовател и политически активист.
Той е институтен професор и професор емеритус по лингвистика в Масачузетския технологичен институт. Чомски е добре известен в академичните и научните среди като един от бащите на съвременната лингвистика, той е основна фигура в аналитичната философия. След 60-те години на 20 век той става по-известен като политически дисидент и анархист и се описва като либертарен социалист. Чомски е автор на над 150 книги и приема международно внимание за своите възгледи, макар че обичайно отсъства от мейнстрийм медиите.
През 1950-те години започва да развива своята теория за генеративната граматика, която преминава през много преработвания и има силно влияние върху лингвистиката. Неговият подход върху изучаването на езика набляга на „присъщото множество, редица от лингвистични принципи, които са споделени от всички хора“, подход, познат като универсална граматика, „първоначално състояние и положение на изучаващия езика“ и откриването на „баланс за лингвистична вариация чрез по-общи възможни принципи.“ Той развива тези идеи в издадената през 1957 Синтактични структури (Syntactic Structures), която полага основите на концепцията за трансформативна граматика. Той също така създава Йерархия на Чомски, една класификация на формалните езици по отношение на тяхната генеративна сила. През 1959 г. Чомски публикува широко влиятелна рецензия върху теоретичната книга на Б.Ф. Скинър Вербално поведение (Verbal Behavior). В тази своя рецензия, както и в други свои текстове, Чомски широко и агресивно предизвиква бихейвиористичните подходи към поведението и езика, доминиращи в онова време, и допринася за когнитивната революция в психологията. Неговият натуралистичен  подход към изучаването на езика е повлиян от философия на езика и ума.
Започвайки с опозиция по отношение на Виетнамската война, за първи път артикулирана в неговото есе от 1967 г. Отговорността на интелектуалците (The Responsibility of Intellectuals) и по-късно развита в неговата книга от 1969 г. Американската власт и новите мандарини (American Power and the New Mandarins), Чомски се затвърждава като известен критик на американската външна и вътрешна политика. Той става открит политически коментатор и усърден активист и декларира себе си като анархо-синдикалист и либертарен социалист, принципи, които той смята за основани в Епохата на Просвещението и като „правилен и естествен израз на класическия либерализъм в епоха, която е напреднала в индустриалното общество“.
Един от най-цитираните живи учени, Чомски е повлиял на широк спектър академични области. Допринася за развитието на нова когнитивистична рамка за изучаване на езика и ума. Водещ критик на външната политика на САЩ, неолиберализма и съвременния държавен капитализъм, израелско-палестинския конфликт и основните медии. Чомски и неговите идеи силно влияят на антикапиталистическите и антиимпериалистически движения.

## Кратка биография
Чомски е роден във Филаделфия, Пенсилвания, син на еврейския учен - хебраист Уилям Зеев Владимир Хомский (роден в Украйна) и Елси Симоновская (еврейка от Беларус). Започвайки 1945 г. следва философия и лингвистика в Пенсилванския университет при Зелиг Харис, професор по лингвистика, чиито политически възгледи частично споделя. Получава докторска степен от Пенсилванския Университет през 1955 г., резултат на научната му работа в Харвардския университет през предишните 4 години. В докторската си работа започва да развива някои от лингвистичните си идеи, разработвайки ги по-късно в книгата си Синтактични структури (1957 г.), може би най-известния му труд в областта.
След получаването на докторска степен Чомски преподава в Масачузетския технологичен институт в продължение на 19 години, като става и първият получател на професурата по модерни езици и лингвистика на името на Ферари П. Уард (1966 до 1976 г.) През тези години започва публично да коментира политически въпроси, привеждайки доводи срещу американското участие във Виетнамската война (около 1965 г.) През 1969 г. публикува първата си политическа книга, Американската сила и новите мандарини (American Power and the New Mandarins), съдържаща есета по темата. Оттогава е добре известен с дисидентските си политически възгледи, чете политически лекции по целия свят и пише редица книги и памфлети. Неговите убеждения, широко класифицирани като либертарен социализъм, му печелят както много привърженици, така и редица критици. Чомски продължава активно и научната си дейност като лингвист.

## Приноси към лингвистиката
През 1955 г. Чомски въвежда трансформационните граматики като първи граматичен модел с акцент върху формалността и изричността. (Терминът генеративна граматика често се използва като синоним, въпреки че е по-тесен.) Трансформационните правила позволяват построяването и интерпретацията на изречения. С ограничено множество от такива правила и краен брой думи, човек е в състояние да изрича изречения от едно безкрайно множество (което включва изречения, никога не изричани).
Способността за построяване на изказвания по такъв начин според Чомски е вродена и съответства на наличието на т.нар. езиков апарат. Този взаимодействащ с други системи апарат има поне два собствени компонента: когнитивна система за съхранение на информация и изпълнителна система за достъп към и обработка на тази информация. При това изпълнителната система не е специализирана спрямо даден език.
Когнитивната система взаимодейства с две подсистеми на изпълнителната система: артикулаторно-перцепционната (A-P) и концептуално-интенционната (C-I). Съответно се въвеждат два интерфейса с две репрезентационни форми: фонетична форма за A-P интерфейса и логическа форма за C–I интерфейса. Може да се направи сравнение с традиционното описание на език на Аристотел: „звук със смисъл“.
Тези структурни принципи са до голяма степен подсъзнателни, както и повечето други биологични и когнитивни свойства на човека. Универсалната граматика постулира, че съществуват вродени основни принципи на езиковия апарат, важни за всички езици. Тя представлява една теория за началното състояние на езиковия апарат.
По-късните теории на Чомски (Принципи и параметри, Минималистична програма) премахват специфичните за даден език правила и редуцират дескриптивните изказвания до две категории: инвариантни спрямо езика принципи и специфични за даден език параметри. Придобиването на език тогава означава единствено научаването на необходимия лексикон (думи, морфеми и пр.) и фиксирането на една селекция от параметри. Граматиката на един език представлява тази селекция.
Този подход е мотивиран от изключителната скорост, с която децата учат езици, сходните стъпки, следвани от децата по целия свят в този процес, както и факта, че децата правят характерни грешки, докато учат първия си език.
Идеите на Чомски продължават да имат силно влияние върху редица поколения лингвисти. Интересно е да се отбележи, че заради бурното развитие на самия Чомски, негови бивши поддръжници често остават „назад“ и не споделят по-новите му виждания. В този смисъл съществуват поддръжници на Чомски за всяка една фаза на неговите теории.

### Йерархията на Чомски
Чомски е известен с изследването си на формални езици през 1956 г. В опита си да определи дали те могат да изразят ключови свойства на човешките езици, той разпределя формалните граматики в класове с нарастваща изразителна мощ. Чомски заключава, че моделирането на различни аспекти на даден език изисква различни класове граматики. Например един регулярен език (език от третия клас граматики) е в състояние да опише английската морфология, но не и английския синтаксис (вижте също Приноси към други науки по-долу).

### Влияние върху българското езикознание
Синтактичната теория на Чомски в България развиват проф. Йордан Пенчев, проф. Илиана Кръпова, доц. Петя Бъркалова. Най-силно чомскианството получава прием сред преподавателите и учените от Пловдивския университет.

## Приноси към психологията
Лингвистичните трудове на Чомски оказват значително влияние върху психологията и нейното развитие през XX век. Теорията му за универсална граматика бе директно предизвикателство към утвърдилите се тогавашни бихевиористични теории и е важен принос към разбирането на детското развитие. Основните принципи на теорията (макар и не задължително по-силните изказвания на новите теории, вж. Принципи и параметри по-горе) са всеобщо приети.
През 1959 г. публикува критика на Вербално поведение на Бъръс Фредерик Скинър, книга, в която лидерът на бихевиористите, доминирал психологията на XX век, аргументира, че езикът е само едно „поведение“. В тази книга Скинър твърди, че езикът, както всяко друго поведение – от отделянето на слюнка на едно куче, до изпълнението на един пианист – може да се припише на „тренировка с награди и наказания в интервал от време“. Езикът според Скинър се изучава на 100% от знаци и кондициониране от средата около изучаващия.
Критиката на Чомски към методологията и основните предпоставки на Скинър проправят път за една революция срещу тогавашната доминираща психологията бихевиористична доктрина. В Картезианска лингвистика от 1966 г. и следващи трудове Чомски излага обяснение на човешкия езиков апарат, което се превръща в образец за изследвания и на други области на психологията.
Много от сегашните концепции за това как действа разумът/психиката заимстват директно от идеи, чийто пръв модерен и убедителен автор е Чомски.
Основните идеи са три. Първо, че разумът е „когнитивен“, т.е. де факто съдържа ментални състояния, вярвания, съмнения и т.н. Предишните възгледи отричат дори това, твърдейки че съществуват взаимоотношения само по схемата „стимул-реакция“ като например „Ако ме питаш дали искам А, аз ще отговоря да“. За разлика от това, Чомски показва, че обичайното тълкуване на разума, като притежаващ вярвания и дори подсъзнателни ментални състояния няма начин да е невярно.
Второ, той привежда доводи за това, че значителна част от способностите на разума на възрастния човек са вродени. Въпреки че новородените деца не са в състояние автоматично да проговорят на даден език, всички те се раждат с изключителна способност за изучаване на езици, която им позволява много бързо да „попиват“ по няколко езика през ранните си години. Впоследствие психолозите разширяват тази теза отвъд езика; разумът на новороденото вече не се смята за „празна дъска“.
Трето, Чомски създава концепта за „модулност“, ключов признак на когнитивната архитектура на разума. Разумът се състои от множество взаимодействащи, специализирани подсистеми с ограничени интеркомуникационни потоци. Този модел се различава значително от старата идея, че всяка информация в разума може да бъде достъпна от всеки друг когнитивен процес (оптичните илюзии например не могат да се изключват, дори когато се осъзнават като такива).

## Приноси към други науки и научната култура
Освен в лингвистиката, йерархията на Чомски намира широко приложение и в информатиката; йерархията има важни връзки и изоморфизми с теорията на автоматите.
Лауреатът на Нобеловата награда за медицина и физиология от 1984 г., Нилс К. Йерне, използва генеративния модел на Чомски, за да обясни човешката имунна система, уравнявайки компонентите на генеративната граматика с различни белези на протеиновите структури. Заглавието на Нобеловата лекция на Йерне в Стокхолм е Генеративната граматика на имунната система.
Чомски пише силни опровержения на деконструкционистки и постмодерни критики към науката.
Прекарах голяма част от живота си, работейки върху въпроси като тези, използващи единствените методи, които познавам – заклеймявани тук като „наука“, „рационалност“, „логика“ и т.н. Затова четях научните трудове с някаква надежда, че ще ми помогнат да се „извися“ над тези ограничения или ще ми предложат напълно различен курс. Боя се, че бях разочарован. Разбира се, това може би е моето собствено ограничение. Твърде често „погледът ми се плъзга“, когато чета многословно изложение върху теми от постструктурализма и постмодернизма; това, което разбирам, е или до голяма степен баналност или грешка, но това е само частица от целия набор от думи. Наистина, има много други неща, които не разбирам: статиите в съвременните броеве на математически и физични списания, например. Но има разлика. В последния случай аз знам какво да направя, за да ги разбера, и съм правел това, в случай че нещо конкретно ме е интересувало; също така знам, че хората в тези области могат да ми обяснят съдържанието на моето ниво, така че да мога да придобия (частична) представа, какво може да ми е необходимо. Противно на това, струва ми се, че никой не е в състояние да ми обясни, защо последните пост-еди-какво-си (в по-голямата си част) да са различни от баналности, грешки или безсмислици, и аз не знам как да постъпя.
Той отбелязва, че критиките относно „науката на белия мъж“ са много подобни на антисемитските атаки срещу „еврейската физика“ (термин използван от нацистите за да хулят изследвания на еврейски учени).
Боя се, че цялата идея за „науката на белия мъж“ всъщност, ми напомня за „еврейската физика“. Може би това е още един мой недостатък, но когато чета научен труд, не мога да кажа дали авторът е бял или мъж. Същото се отнася и за дискусията в клас, в офиса или някъде другаде. Струва ми се, че не-белите, не-мъжките студенти, приятели и колеги, с които работя, няма да бъдат много впечатлени от доктрината, че тяхното мислене и разбиране се различават от „науката на белия мъж“ заради тяхната „култура или пол и раса“. Подозирам, че „изненада“ няма да бъде точната дума за тяхната реакция.
Ноам Чомски за рационалността/науката — от специалното издание на Z Papers Архив на оригинала от 2004-12-08 в Wayback Machine.

## Политически възгледи
Чомски е сред най-известните фигури в американската левица. Сам се определя в традицията на анархизма, политическа философия, която той резюмира като издирваща всякакви форми на йерархия и опитваща се да ги елиминира, в случай, че те не са оправдани. По-специално се идентифицира с анархо-синдикалистичното течение на анархизма.
За разлика от много анархисти, Чомски невинаги се противопоставя на електоралната политика, той дори е подкрепял кандидати. Описвал се е като „спътник“ на анархистичната традиция, за разлика от „чистия анархист“, за да обясни защо понякога е готов да се ангажира с държавата. Чомски също е заявявал, че се смята за консервативен, най-вероятно в класическо-либерален смисъл (Политиката на Чомски, ст. 188). Дефинирал се е и като ционист, макар че както сам отбелязва неговата дефиниция на ционизъм в днешно време се смята от повечето хора за антиционизъм (резултат от постепенната промяна на значението на ционизъм (Антология на Чомски, англ. Chomsky Reader). В интервю за C-Span BookTV, той казва:
Винаги съм поддържал еврейската етническа родина в Палестина. Това е различно от еврейска държава. Има сериозни основания това да е етническа родина, но дали трябва да бъде еврейска държава, или мюсюлманска държава, или християнска държава или държава на белите – това е съвсем друг въпрос.
Като цяло, професор Чомски не е почитател на традиционните политически заглавия и категории, а предпочита неговите възгледи да говорят сами за себе си. Главните му методи на действие включват писане на статии и книги, и изнасянето на речи. Той има значителен брой последователи по света, което в някои случаи води до необходимостта от планиране на речите му до две години предварително. Чомски е особено популярен сред много университетски студентски групи в Щатите и Канада. Той има и голяма група критици, – както консервативни, така и либерални, включително някои анархисти, които, макар обикновено да са съгласни с политическите му анализи, смятат по-горе споменатата подкрепа на електоралната политика за безпринципна.

### Критика към правителството на САЩ
Чомски е последователен и прям критик на правителството на САЩ. В книгата си 9 – 11, представляваща серия от интервюта за атаките на 11 септември 2001, той твърди – както е правил и преди, – че САЩ са водещата терористична държава в днешно време. Той е критикувал щатското правителство за участието му във виетнамската война и по-общо за индокитайския конфликт; намесването му в страни от Централна и Южна Америка и военната му подкрепа към Израел, Саудитска Арабия и Турция. Чомски фокусира най-интензивната си критика към официалните приятели на американското правителство, докато критиката му към Съветския съюз и Северната Виетнамска Армия е по-ограничена. Той обяснява това със следния принцип: по-важно е да оценяваш постъпки, на които имаш по-голяма възможност да въздействаш. Критиките му към Съветския съюз и Китайската народна република обаче явно оказват някакъв ефект, тъй като и двете страни забраняват публикуването на трудовете му.
Чомски неведнъж е изтъквал теорията си, че американската външна политика се основава на „заплахата на добрия пример“ (което, той казва, е друго име за теорията на доминото на Щатите през студената война). „Заплахата на добрия пример“ е, че една страна може самостоятелно и успешно да се развие, независимо от капитализма и сферата на влияние на САЩ, като по този начин представи модел за други страни, включително такива, в които САЩ имат големи икономически интереси. Според Чомски, това подбужда Съединените щати многократно да се намесва и потушава социалистически и други движения за независимост в региони на света, където САЩ няма значителни икономически или военни интереси. В една от най-известните си книги, Какво чичо Сам наистина иска, той използва тази теория като обяснение за щатските интервенции в Гватемала, Лаос, Никарагуа и Гренада.
Чомски смята, че политиката на студена война на американското правителство не е единствено резултат от антисъветска параноя, ами е била насочена да запази американското идеологично и военно господство над света.

### Мнение за социализма
Чомски е дълбоко против системата на „корпоративно-държавен капитализъм“, практикувана от Съединените щати и техните съюзници. Той подкрепя възгледите за социализма на Михаил Бакунин, които изискват икономическа свобода наред с „контрола на продукцията от самите работещи, не собственици и мениджъри, които ги управляват и контролират техните решения“. Чомски нарича това „истински социализъм“ и описва съветския социализъм като подобен (от гледна точка на тоталитарния контрол) на американския капитализъм – и двете системи се основават на видове и нива контрол, вместо на организация и ефикасност.
Чомски хвърля светлина върху коментарите на Бакунин спрямо тоталитарната държава като предсказания за жестоката съветска полицейска държава, която следва. Той повтаря изказването на Бакунин „…след една година […] революционерът ще стане по-лош от самия цар“, което развива идеята, че тираничната съветска държава е просто естествено развитие на болшевишката идеология за държавен контрол. Чомски също така нарича съветския комунизъм „фалшив социализъм“ и е казвал, че за разлика от това, което много хора в САЩ твърдят, разпадането на Съветския съюз би трябвало да се смята за „една малка победа на социализма“, а не на капитализма.
В По държавни причини Чомски показва, че вместо с капиталистическа система, в която хората са „платени роби“ или авторитарна система, в която решения се взимат от централен комитет, едно общество може да функционира без платен труд. Той привежда доводи, че народът на една страна трябва да бъде свободен да упражнява професии по свой избор. Хората ще бъдат свободни да правят каквото искат и работата, която те доброволно ще изберат, ще бъде както възнаграждаваща сама по себе си, така и социално потребна. Обществото ще съществува в една система на мирен анархизъм, без държавни или правителствени институции.

### Анализ на масмедиите
Друг фокус на политическата работа на Чомски е анализът на мейнстрийм медиите (особено в САЩ), техните структури и ограничения, както и тяхната роля в поддръжка на големия бизнес и правителствените интереси. За разлика от тоталитарни системи, където физическа сила може лесно да се използва за принуждаване на населението, демократични режими като САЩ могат да използват само ненасилствени средства за контрол (въпреки отделни случаи на държавно насилие). В едно често цитирано изказване Чомски заявява, че „пропагандата се отнася към демократичната държава така, както тоягата към тоталитарната“ (Медиен контрол). Неговата книга Произвеждане на съгласие – политическата икономика на масмедиите, в съавторство с Едуард С. Херман, изследва темата в дълбочина и представя теорията зад анализа инкорпориран в следващи трудове (т.н. пропаганден модел, стремящ се да обясни систематичните предразположения на масмедиите посредством структурни икономически причини).

### Чомски и Близкият изток
Чомски „израства […] в еврейско-ционистката културна традиция“ (Пек, стр. 11). Баща му е един от водещите учени хебраисти и преподава в религиозно училище. Чомски от дълго време се занимава с лява ционистка политика; както сам описва:
Изключително силно се интересувах от ционистките въпроси и дейности – или от това, което тогава се наричаше 'ционистко', макар че същите идеи и възгледи сега се наричат 'антиционистки'. Интересувах се от социалистическата, от двунационалната опция за Палестина, и от идеята за кибуците, както и от цялата система на кооперативен труд, която беше развита в еврейските селища там (Ишув)… Смътните идеи, които имах по онова време [1947] се състояха в това да отида в Палестина, може би в кибуц, да се опитам да се включа в усилията за арабско-еврейско сътрудничество в социалистическа рамка, в противоположност на дълбоко антидемократичната концепция за еврейска държава (позиция, която беше възприета от мнозинството, споделящи идеите на ционизма). (Пек, стр. 7)
Той е крайно критичен към израелската политика спрямо палестинците и еврейските етнически малцинства в Израел. От многобройните му статии и книги, книгата „Съдбоносният триъгълник“ се смята за един от главните източници измежду противопоставящите се на израелското отношение към палестинците и американската подкрепа към Израел. Чомски също осъжда Израелската роля в „ръководството на държавния тероризъм“, по-точно продажбата на оръжие на страни от Латинска Америка, които той характеризира като марионетни държави на САЩ, напр. Гватемала през 1970-те (Какво чичо Сам наистина иска, глава 2.4). Също така той многократно и яростно е осъждал Щатите за тяхната военна и дипломатическа помощ към Израел, както и сектори на американската еврейска общност за тяхната роля в спечелването на тази помощ. За Антиклеветническата лига (АКЛ) той казва:
Водещият официален контрольор на антисемитизма, Антиклеветническата лига на Б'най Б'рит, тълкува антисемитизма като нежелание да се спазват нейните изисквания по отношение подкрепата за израелските власти… Логиката е недвусмислена: антисемитизмът е противопоставяне на интересите на Израел (такива, каквито ги вижда АКЛ).
АКЛ фактически изостави предишната си роля на организация за защита на гражданските права, ставайки „един от главните стълбове“ на израелската пропаганда в САЩ, както случайно я описа израелският печат, занимаваща се със следене, съставяне на черни списъци, компилация на досиета в стил ФБР, пускани в обращение сред привържениците ѝ с цел оклеветяване, гневно публично заклеймяване на критиката срещу действията на Израел и т.н. Тези усилия, подкрепяни от инсинуации за антисемитизъм или директни обвинения, са насочени към осуетяване или отслабване на противопоставянето срещу политиката на Израел, включително отказа на Израел, с подкрепата на САЩ, да направи крачка към общо политическо уреждане на конфликта. 

## Критика

### Обвинения в антисемитизъм
Отчасти заради горните изказвания, Чомски често е обвиняван в антисемитизъм. Сред най-откритите му критици са писателят Дейвид Хоровиц, който е обикалял университетски корпуси, раздавайки анти-Чомски памфлети, адвокатът проф. Алън Дершовиц, с когото Чомски е влизал в много вербални битки посредством медиите, и заслужилия професор по социология Уорнър Кон, който е написал цяла книга (Partners in Hate) за отношението на Чомски към Робер Форисон. Едно от най-честите обвинения е, че разликата между антисемитизма и антиционизма е само теоретична и на практика антиционизмът е проява на антисемитизъм.
Подкрепата на Чомски за Израел Шашак, автор на книгата Еврейска история, еврейска религия: тежестта на три хилядолетия, в която се твърди, че юдаизмът в основата си е шовинистична религия, предизвиква още обвинения в антисемитизъм.
Чомски отхвърля обвиненията в антисемитизъм, казвайки че самата дефиниция, давана от апологети на Израел е расистка и етноцентрична. Като често изказващ се срещу прекалена набожност от всякакъв вид, той отхвърля обвиненията като „атаки ad hominem“ и „типична пропаганда“.

### Други критики
Чомски често е въвличан в публични политически спорове. Например след като Чомски и Херман написват книгата След катаклизма, следвоенен Индокитай и реконструкцията на имперската идеология, в която се твърди, че американските медии използват непотвърдени показания на бежанци за жестокостите на Пол Пот режима на Червените кхмери, привидната му неохота да признае жестокостите накарва много хора да го атакуват като апологет на Пол Пот. Възгледите на Чомски за ситуацията в Камбоджа се променят при разкриването на фактите, но в крайна сметка той твърди, че фокусирането върху жестокостите на Пол Пот не служи за нищо повече, освен да отклони вниманието от сравнимите американски жестокости. Той също така отрича, че насилието в Камбоджа е инспирирано от Марксистка идеология и привежда доводи, че САЩ вероятно са помогнали на Пол Пот да завземе властта. Камбоджанският въпрос не се отразява добре на репутацията на Чомски; много от неговите привърженици твърдят, че Чомски всъщност е допуснал грешка с първоначалната си оценка за ситуацията в Камбоджа, но Чомски отрича това (виж Иър, 1995 г.).
Критиците на Чомски често го обвиняват в неподатливост към други виждания в неговите анализи на факти и история. Те го обвиняват, че винаги пише с предетерминираната теза, че американското правителство е порочно и потисническо и че неговите постъпки в чужди страни са винаги и напълно неоправдани. Те казват, че Чомски е прекалено суров към американските външни политици и рядко предлага контекста на „жестокостите“, които описва. Критиците твърдят, че той не критикува или дискутира често противниците на Америка в неговите творби, което те смятат води до едностранен поглед към историята. С други думи, те казват, че Чомски често е избирателен в привеждането на цитати и факти, с цел да представи действията на САЩ в най-лоша светлина.
Също така Чомски често бива критикуван, че е конспирационен теоретик заради често комплексните му обяснения за скритите намерения на американското правителство, които критиците намират за необосновани. Чомски смята тези обвинения за абсолютно безпочвени, тъй като той самият е критик на теориите за конспирация на някои от левицата (например относно убийството на Джон Кенеди). Той казва, че липсата на познание по правителствената политика у хората е обикновено заради тяхната мързеливост да се информират по въпроса, а не заради някаква предполагаема секретна конспирация за задържане на информация, тъй като по-голямата част от тази информация е публично достъпна.

## Цитати за Чомски
- „В цялата американска история ничии писания не са по-обезпокоителни... Чомски е измежду нашите най-велики дисиденти“. – Джеймс Пек
- „Може да се каже, че е най-важният жив интелектуалец [… с] политически трудове, достъпни за всеки грамотен човек, но често вбесяващо простосърдечни.“ – „Ню Йорк Таймс“
- „Един от големите гласове на разума на нашите дни“ – „Ню Йорк дейли нюз“
- „Аятолаха на антиамериканската омраза.“ – Дейвид Хоровиц

### Лингвистика
- Chomsky, Noam, Morris Halle, and Fred Lukoff (1956). "On accent and juncture in English." In: For Roman Jakobson. The Hague: Mouton
- Chomsky, Noam (1957). Syntactic Structures. The Hague: Mouton. Reprint. Berlin and New York (1985).
- Chomsky, Noam (1959). "Verbal behavior by B. F. Skinner" Архив на оригинала от 2015-09-29 в Wayback Machine., рецензия, Language, vol. 35, pp. 26–58
- Chomsky, Noam (1965). Aspects of the Theory of Syntax. Cambridge: The MIT Press.
- Chomsky, Noam (1965). Cartesian Linguistics. New York: Harper and Row. Reprint. Cartesian Linguistics. A Chapter in the History of Rationalist Thought. Lanham, Maryland: University Press of America, 1986.
- Chomsky, Noam (1968). Language and Mind. New York: Harcourt Brace & World.
Ноъм Чомски, Три профила: Интервю. Език и мислене. Човешката природа: Справедливост или власт. София: София - С.А, 1997.
- Chomsky, Noam, and Morris Halle (1968). The Sound Pattern of English. New York: Harper & Row.
- Chomsky, Noam (1981). Lectures on Government and Binding: The Pisa Lectures. Holland: Foris Publications. Reprint. 7th Edition. Berlin and New York: Mouton de Gruyter, 1993.
- Chomsky, Noam (1986). Barriers. Linguistic Inquiry Monograph Thirteen. Cambridge, MA and London: The MIT Press.
- Chomsky, Noam (1995). The Minimalist Program. Cambridge, MA: The MIT Press.

Издания на български език
- Чомски, Ноам (2012). Студии за езика и философията на ума. София: ЛИК. (Съставителство и превод Илияна Кръпова). 332 с. ISBN 978-954-607-806-3 (Съдържа текстове от шест книги на Чомски.)

### Политика

#### Избрани творби
- Chomsky & Herman, Edward (1979). After the Cataclysm, Postwar Indochina and the Reconstruction of Imperial Ideology. Boston: South End Press. ISBN 0-89608-100-1
- Chomsky (1980). Some Elementary Comments on The Rights of Freedom of Expression Архив на оригинала от 2004-02-08 в Wayback Machine.: (English translation of original French)
- Chomsky (28 февруари 1981). His Right to Say It Архив на оригинала от 2004-04-05 в Wayback Machine. in: The Nation.
- Chomsky (1983, 1999). Fateful Triangle. Boston: South End Press. ISBN 0-89608-601-1
- Chomsky (1987). On Power and Ideology: The Managua Lectures. Boston: South End Press.
Ноам Чомски, Петата свобода, или власт и идеология, София: Агато, 2001.
- Peck, James (ed.) (1987). Chomsky Reader. 1987. ISBN 0-394-75173-6
- Chomsky (1989). Necessary Illusions: Thought Control in Democratic Societies, South End Press, Pluto Press Архив на оригинала от 2004-04-05 в Wayback Machine..
Ноам Чомски, Необходими илюзии. Промиване на мозъци в демократичните общества. София: Бард, 2005.
- Chomsky (1991). Media Control: The Spectacular Achievements of Propaganda. 17 март 1991 г. в Кентфийлд, Калифорния
Медиите под контрол. Забележителните постижения на пропагандата. София: Агата-А, 1994.
- Chomsky (1992). What Uncle Sam really wants Архив на оригинала от 2004-03-27 в Wayback Machine.. Berkeley: Odonian Press.
Ноам Чомски, Какво всъщност иска Чичо Сам. София: Нова Зора, 2001.
- Chomsky (1993). The Prosperous Few and the Restless Many, Berkeley: Odonian Press.
- Chomsky (1993). Year 501: The Conquest Continues, Boston: South End Press.
Ноам Чомски, Година 501-ва: Завоюването продължава. София: Агато, 1997.
- Chomsky (1996). Class Warfare. Pluto Press.
Ноам Чомски, Класовата борба, София: Агато, 2001.
- Chomsky (1999). Profit Over People. Seven Stories Press.
Ноам Чомски, Благоденствие за всички, София: Агато, 2001.
- Chomsky (2000). Rogue States: The Rule of Force in World Affairs, Cambridge: South End Press.
- Chomsky (2001). 9 – 11, Canada: Seven Stories Press.
- Chomsky (2002). Pirates and Emperors, Old and New: International Terrorism and the Real World. Pluto Press.
Ноам Чомски, Пирати и императори, стари и нови. Международният тероризъм в съвременния свят, София: Кивели, 2005.
- Chomsky (2003). Hegemony or Survival. Metropolitan Books.
Ноам Чомски, Хегемония или оцеляване. София: Бард, 2004.
- Chomsky (2004). Getting Haiti Right This Time, Paul Farmer and Amy Goodman.
- Chomsky (2005). Imperial Ambitions: Conversations on the Post-9/11 World, Metropolitan Books.
Ноам Чомски, Имперски амбиции. Разговори за света след 9/11. София: Бард, 2006.
- Chomsky (2006). Failed States: The Abuse of Power and the Assault on Democracy, Metropolitan Books.
Ноам Чомски, Провалени държави. Злоупотребата с властта и атаката срещу демокрацията. София: Бард, 2007.
- Chomsky (2007). Interventions, City Lights Books.
Ноам Чомски, Каквото кажем, става. Интервенции. София: Бард, 2009.
- Chomsky (2010). Gaza in Crisis, Haymarket Books.
- Chomsky (2011). How the World Works. Berkeley: Soft Skull Press.
Ноам Чомски, Кой управлява света?. София: Бард, 2016.
- Chomsky (2012). Making the Future, City Lights Books.
- Chomsky (2012). Occupy, Zuccotti Park Press.
Ноам Чомски, Окупирай, София: Труд, 2013.
- Chomsky (2017). Requiem for the American Dream: The 10 Principles of Concentration of Wealth & Power, Seven Stories Press.
Ноам Чомски, Реквием за американската мечта. Десет принципа на съсредоточаване на богатсво и власт. София: Бард, 2017.
- Chomsky (2017). Global Discontents: Conversations on the Rising Threats to Democracy (American Empire Project) (with David Barsamian). Penguin Press.
Ноам Чомски, Глобални недоволства. София: Бард, 2018.
- Chomsky (2021). The Precipice: Neoliberalism, the Pandemic and Urgent Need for Radical Change (with C. J. Polychroniou), Haymarket Books.
Ноам Чомски, Бездната: Неолиберализъм, пандемия и спешната необходимост от радикална промяна. София: Бард, 2021.

#### За Чомски – архиви и др.
- Cohn, Werner. Partners in Hate: Noam Chomsky and the Holocaust Deniers.
- Vidal-Naquet, Pierre. On Faurisson and Chomsky in: Assassins of Memory.
- Noam Chomsky's Search for the Truth Архив на оригинала от 2003-10-01 в Wayback Machine..
- Lipstadt, Deborah (1991). Deniers, Relativists, and Pseudo-Scholarship Архив на оригинала от 2004-04-04 в Wayback Machine., in Dimensions: A Journal of Holocaust Studies Volume 6, Number 1
- Hitchens, Christopher (1985, Autumn). The Chorus and Cassandra Архив на оригинала от 2006-01-04 в Wayback Machine., in: Grand Street Magazine
- Ear, Sophal (1995). The Standard Total Academic View on Cambodia Архив на оригинала от 2004-04-02 в Wayback Machine.
- Rai, Milan (1995).

### За него
- Робърт Ф. Барски, Ноам Чомски: Живот на дисидент. Плевен: Леге Артис, 2010.

### Забележка за руската транслитерация
На руски Чомски често се пише Хомский, по-рядко Чомски и съвсем рядко Чомский.